# 战斗团结工会
战斗团结工会（波蘭語：Solidarność Walcząca），是波兰的反苏和反共地下组织，由科内尔·莫拉维也基在弗罗茨瓦夫成立于1982年6月，即在政府拒绝团结工会合法化后，它是由团结工会分化出的激进组织之一。

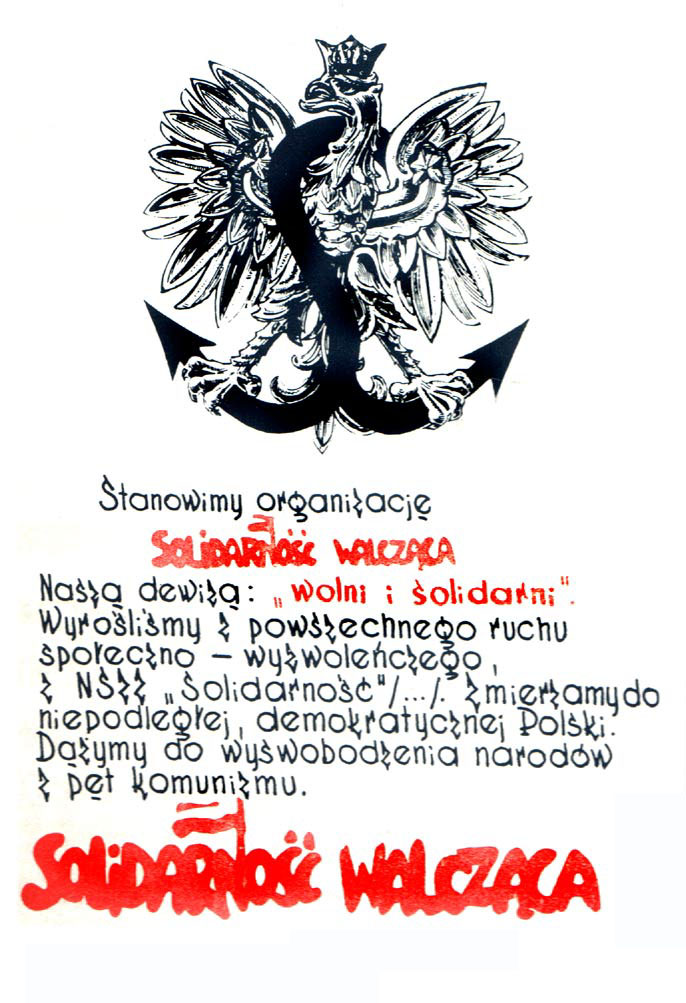
战斗团结工会海报

战斗团结工会成员们视自己为二战期间波兰抵抗运动的继承者。他们的标志是加上皇冠的波兰鹰（在波兰人民共和国期间的波兰鹰头上没有皇冠）和波兰战斗标志的组合体。

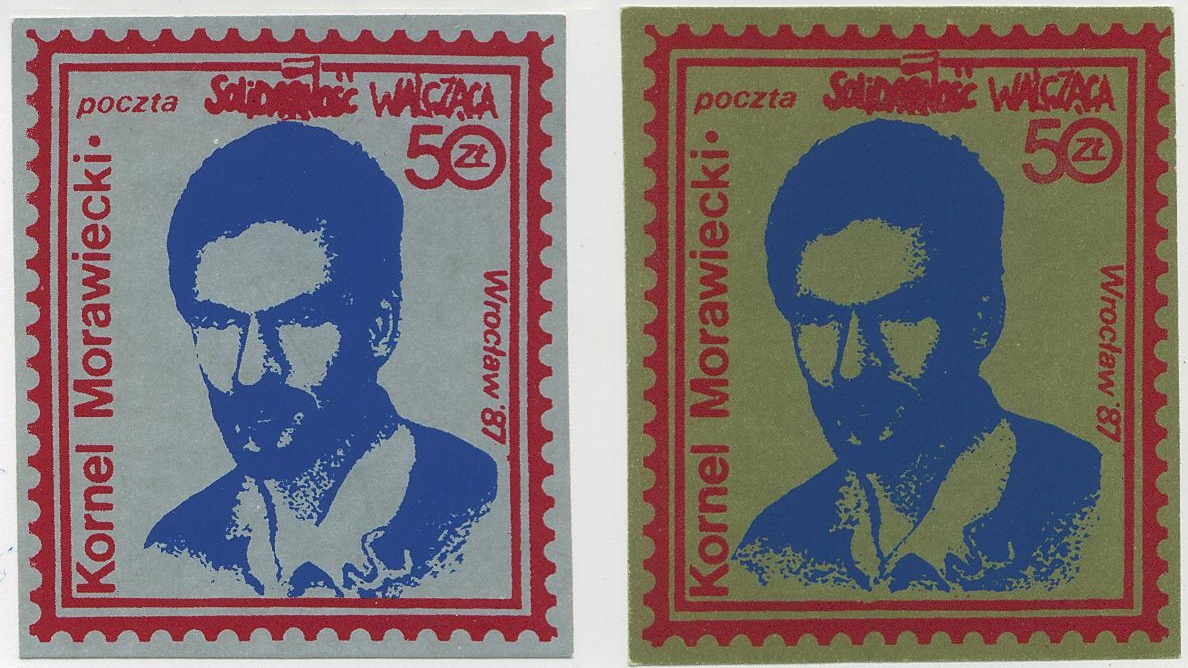
科内尔·莫拉维也基纪念邮票
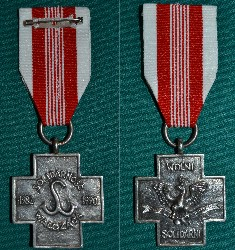
2010年颁发的战斗团结工会十字勋章

## 历史
战斗团结工会的目标是推翻共产党，恢复波兰主权。宣传自由思想，打击共产主义宣传，通过建立一个强大的、不受审查的出版单位来打击共产主义宣传。他们分发地下出版物，组织大规模的街头示威。还试图积极渗透波兰安全局并支持其他反共组织。